# Chaleins
Chaleins település Franciaországban, Ain megyében. Lakosainak száma 1436 fő (2022. január 1.). Chaleins Ars-sur-Formans, Fareins, Francheleins, Frans, Lurcy, Messimy-sur-Saône és Villeneuve községekkel határos.

## Népesség
A település népességének változása:
| Lakosok száma | 461  | 594  | 754  | 1181 | 1199 | 1270 | 1342 | 1382 | 1402 | 1436 |
|               | 1968 | 1982 | 1990 | 2006 | 2013 | 2015 | 2017 | 2019 | 2020 | 2022 |